# Kowiorek
Kowiorek (1042 m n.p.m.) lub Siodło pod Klimczokiem – szeroka, wysoko położona przełęcz w Paśmie Klimczoka i Szyndzielni w Beskidzie Śląskim, pomiędzy szczytami Magury (1109 m) na wschodzie i Klimczoka (1117 m) na zachodzie.
Na przełęczy znajduje się wąska, grzbietowa polana, sięgającą na zachodzie aż na szczyt Klimczoka. Na polanie zainstalowany jest krótki wyciąg talerzykowy, wywożący narciarzy na szczyt Klimczoka. Poza ścisłym siodłem przełęczy, w zasadzie już na stoku Magury, znajduje się schronisko PTTK na Klimczoku.
Przez przełęcz i grzbietem Klimczok – Magura biegnie granica między miastami Bielsko-Biała i Szczyrk w województwie śląskim, powiecie bielskim. Na przełęczy znajduje się węzeł szlaków turystycznych:
 – niebieski z Wilkowic przez Bystrą (stokami Magury) 2:45 godz. (w przeciwnym kierunku 2 godz.);
 – niebieski ze Szczyrku przez Górkę i Podmagurę 1:45 godz. (w przeciwnym kierunku 1:15 godz.);
 – zielony ze Szczyrku doliną Biłej 2 godz. (w przeciwnym kierunku 1:30 godz.);
 – czerwony z przełęczy Karkoszczonka 45 min (w przeciwnym kierunku 35 min);
 – czerwony ze schroniska PTTK na Szyndzielni 30 min (w przeciwnym kierunku 30 min);
 – czarny ze szczytu Klimczoka 5 min (w kierunku przeciwnym 10 min).